# Heilig-Geist-Kirche (Münster)

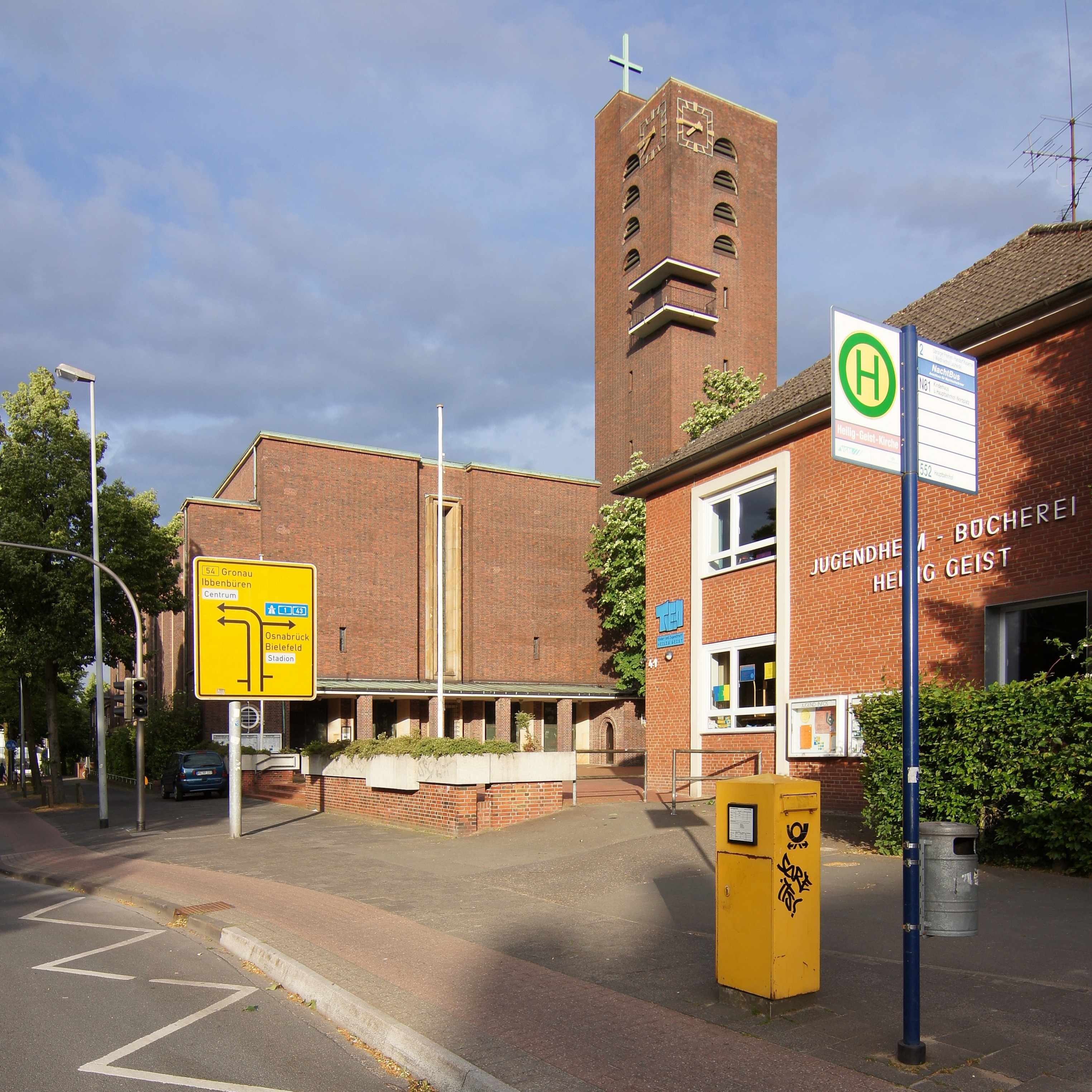
Heilig-Geist-Kirche mit Kirchplatz

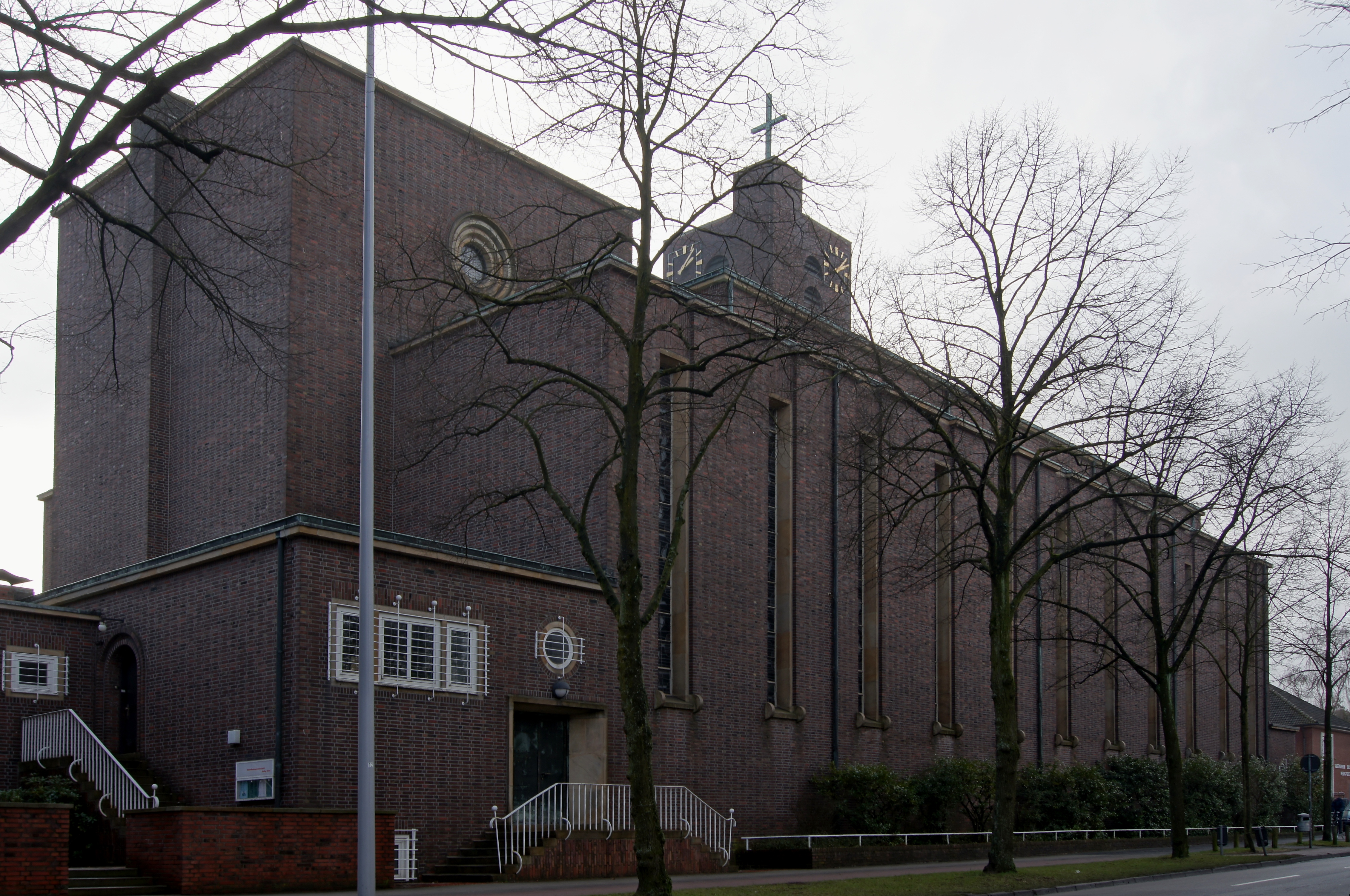
Nord-Fassade, die Dächer der Seitenschiffe enden an den blinden Hochschiffwänden

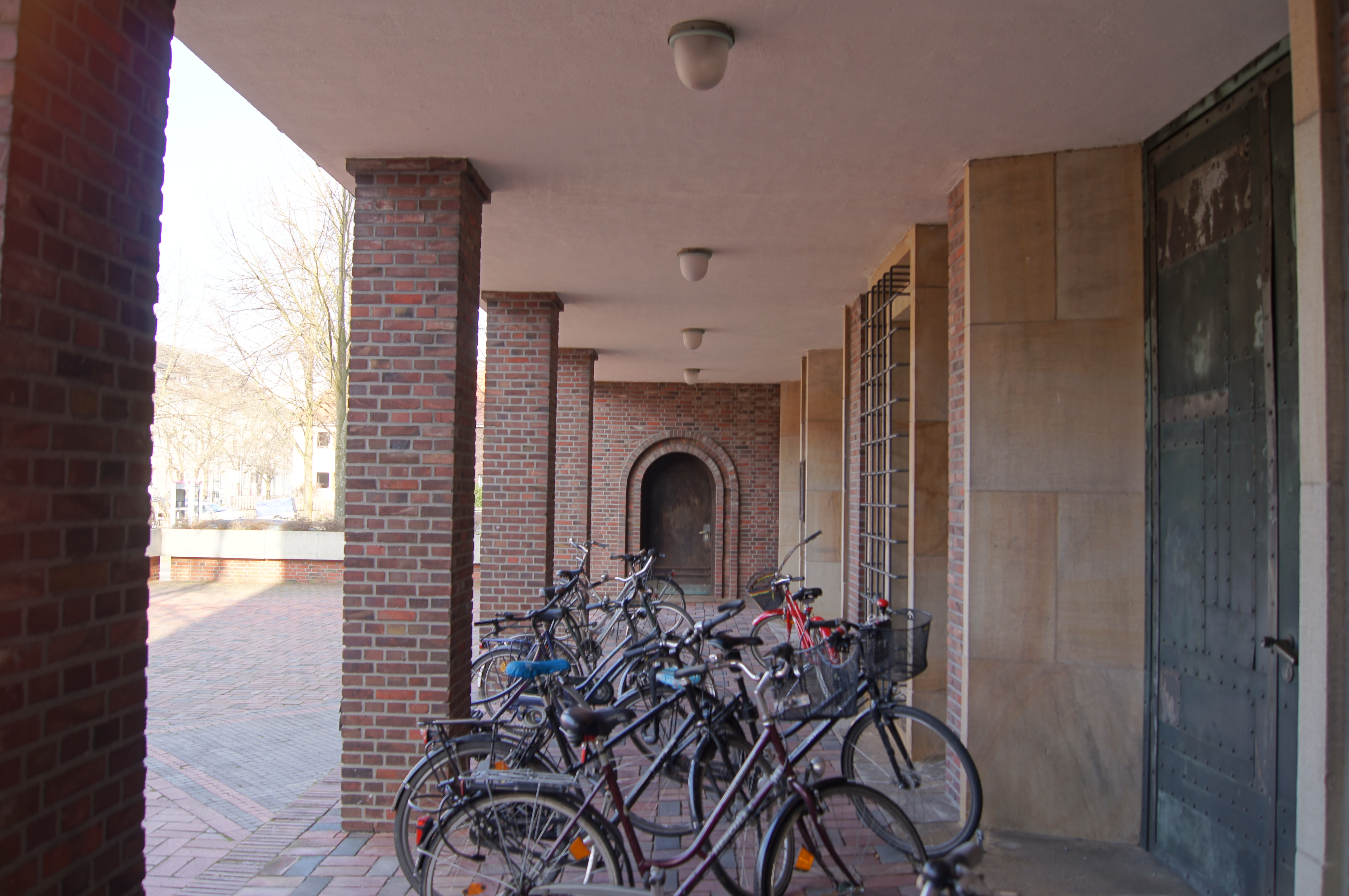
Vorgelagerter Portikus

Die Heilig-Geist-Kirche ist eine katholische Pfarrkirche im Geistviertel von Münster, Westfalen, an der Metzer Straße.

## Geschichte
Angesichts der nach 1922 stark wachsenden Neuansiedlung auf der Geist bat 1924 der Kirchenvorstand von St. Joseph, zu dessen Gemeinde das Geistviertel bis zur späteren Abpfarrung der Heilig-Geist-Gemeinde gehörte, die Stadt Münster um einen Bauplatz im Zentrum des neu entstehenden Geistviertels. Am 24. Juli 1924 wurde ein Grundstück von 10.100 m² an der Metzer Straße zugesagt. Ein Architekturwettbewerb um Entwürfe für die neue Kirche wurde am 26. Juni 1925 ausgelobt. Vorsitzender des Preisgerichts war der bedeutende katholische Kirchenarchitekt Dominikus Böhm. Am 25. März 1927 wurde der Entwurf mit dem Kennwort Johann Konrad Schlaun des Duisburger Architekten Walter Kremer für den Bau ausgewählt. Aufgrund der allgemeinen schlechten wirtschaftlichen Situation in Deutschland wurden erst im Sommer 1928 die Gelder für den Bau bewilligt. Der erste Spatenstich erfolgte am 30. Juli 1928, die feierliche Grundsteinlegung fand am 21. Oktober 1928 statt. Am 27. Oktober 1929 wurden die ersten drei Glocken eingeweiht.
Im Jahre 1929 wurde die Heilig-Geist-Gemeinde von St. Joseph abgepfarrt.
Im Jahre 1947 fand in der Heilig-Geist-Kirche die Inthronisation von Michael Keller zum Bischof von Münster statt, da der Wiederaufbau des St.-Paulus-Doms erst 1956 abgeschlossen wurde. Im selben Jahr wurde das neue Geläut vom Bochumer Verein gegossen und hat die Töne h° d‘ e‘ g‘ a‘.
Am 30. Mai 2013 wurden die Katholischen Kirchengemeinden St. Joseph und Heilig Geist zusammengelegt. Die Heilig-Geist-Kirche gehört seitdem zur Katholischen Kirchengemeinde St. Joseph Münster-Süd.

## Architektur

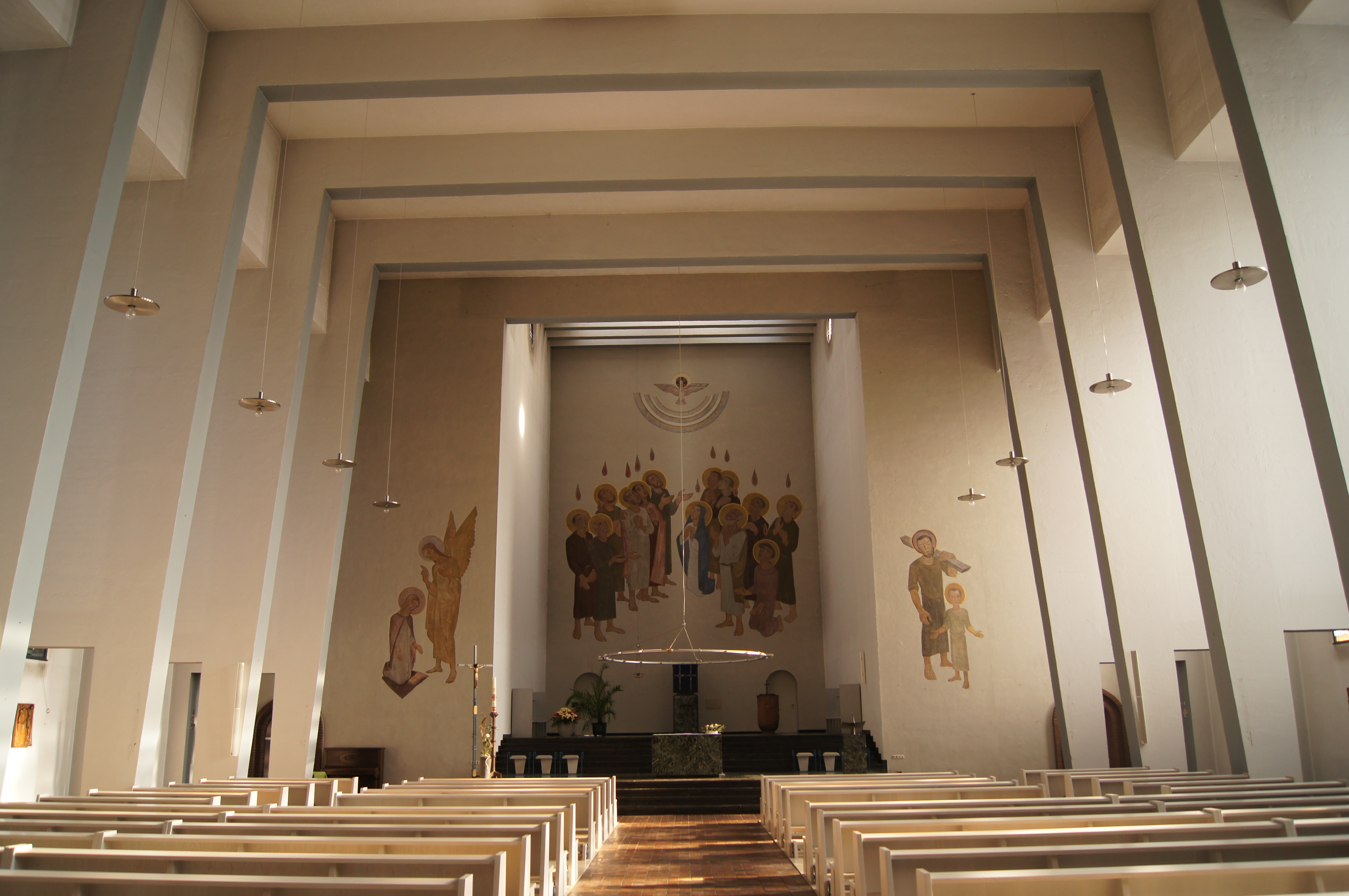
Blick auf den Altar

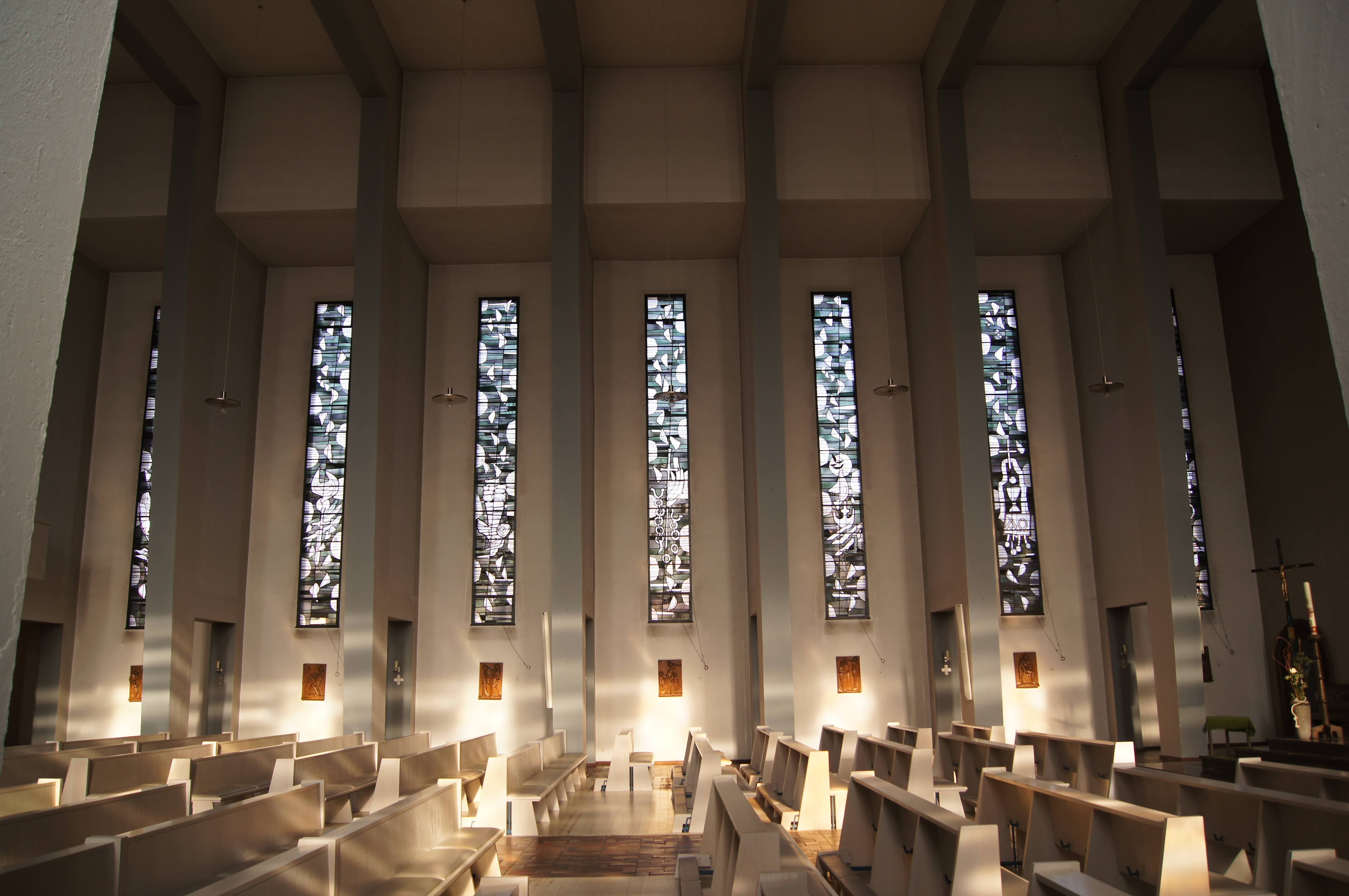
Innenansicht der nördlichen Fassade, Fenstergalerie

Der schlichte Bau greift Architekturformen des Neuen Bauens und der Neuen Sachlichkeit auf. So ist der markante überdachte Balkon an einer Ecke des freistehenden Kirchturms ein typisches Element des Neuen Bauens. Der Bau folgt den „Prinzipien der ‚edlen Einfachheit‘, wie sie vom Dessauer „Bauhaus“ zum Leitbild gemacht worden (…) waren.“ Markant und weithin sichtbar ist auch der an einer Ecke und nicht mittig auf dem Kirchturmdach gebaute Aufbau (Ausgang des Treppenaufgangs zum Dach) mit Kreuz.
Der Architekt hat den in der Spätgotik verbreiteten Kirchenbautyp der Pseudobasilika mit vorgelagertem Portikus aufgegriffen und in die moderne Formensprache übersetzt.
Wegen seiner sachlichen Bauweise wird der Kirchbau in der Münsteraner Bevölkerung auch „Druffels Pütt“ genannt, da Bernhard Druffel der bei Erbauung zuständige Pfarrer von St. Joseph war und Pütt umgangssprachlich eine Schachtanlage im Kohlebergbau bezeichnet.

## Orgel

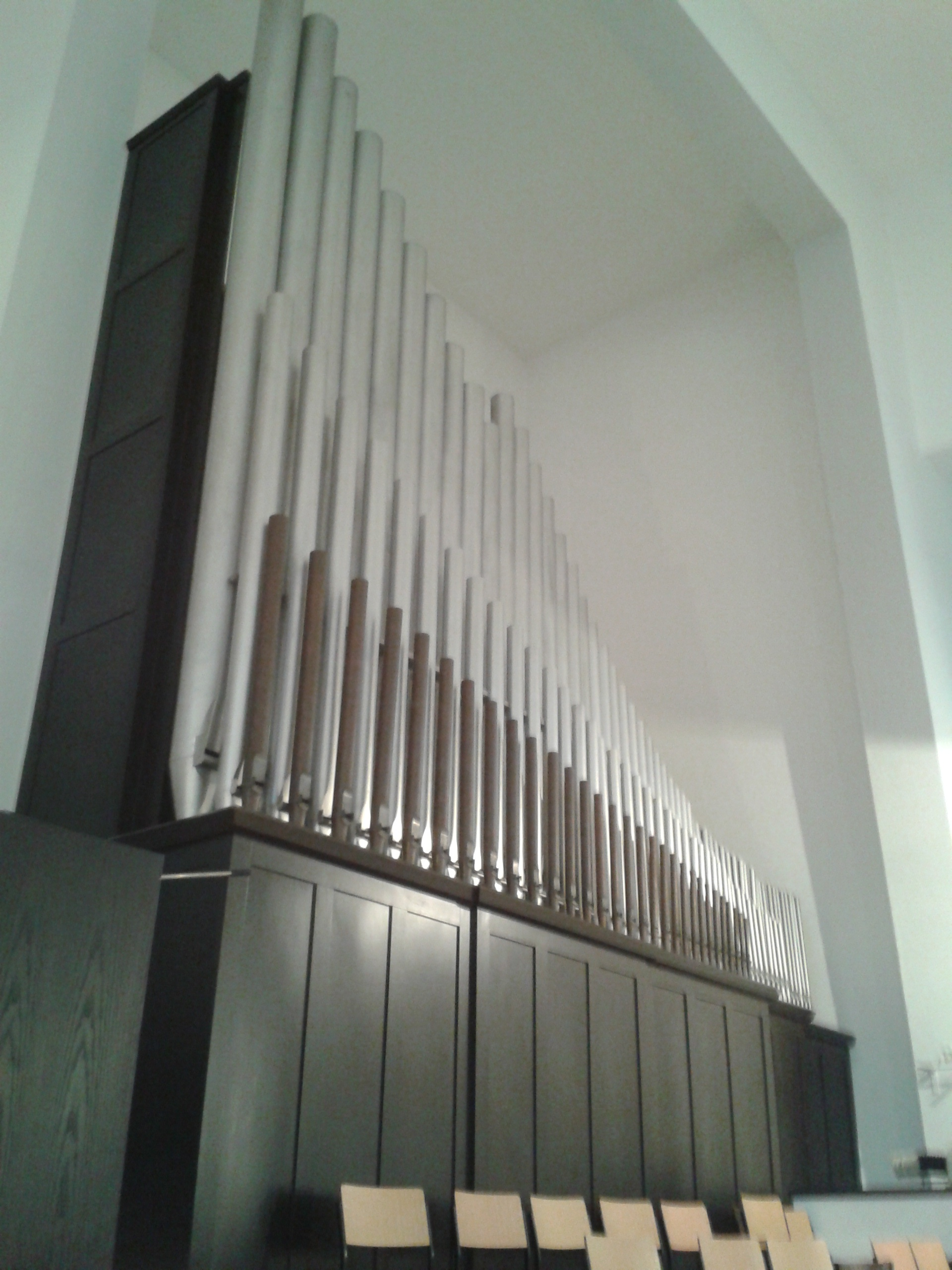
Orgel

Die Orgel wurde 1948 von dem Orgelbauer Fritz Klingenhegel (Münster) mit 37 Registern auf zwei Manualen und Pedal erbaut. Das Kegelladen-Instrument hat einen Freipfeifenprospekt und steht größtenteils rechts des Westfensters. Die geplante Erweiterung auf 52 Register auf drei Manualen und Pedal wurde nicht ausgeführt. Dementsprechend ist insbesondere das erste Manual (Hauptwerk) vakant. Die Trakturen sind elektropneumatisch.
| II Positiv C–g3 |                    |       |
| 1.              | Rohrgedackt        | 8′    |
| 2.              | Prinzipal          | 4′    |
| 3.              | Gedacktflöte       | 4′    |
| 4.              | Schwiegel          | 2′    |
| 5.              | Spitzquinte        | 1 ⁄3′ |
| 6.              | Sequialtera II-III | 2 ⁄3′ |
| 7.              | Mixtur IV          | 1′    |
| 8.              | Rankett            | 16′   |
| 9.              | Krummhorn          | 8′    |
|                 | Tremulant          |       |

| III Schwellwerk C–g3 |                  |        |
| 10.                  | Gedacktpommer    | 16′    |
| 11.                  | Hornprinzipal    | 8′     |
| 12.                  | Lieblich Gedackt | 8′     |
| 13.                  | Gemshorn         | 8′     |
| 14.                  | Schwebung        | 8′     |
| 15.                  | Harfenpraestant  | 4′     |
| 16.                  | Blockflöte       | 4′     |
| 17.                  | Nasard           | 2 ⁄3′  |
| 18.                  | Nachthorn        | 2′     |
| 19.                  | Glockenterz      | 1 3⁄5′ |
| 20.                  | Sifflöte         | 1′     |
| 21.                  | Scharff IV       | 2⁄3′   |
| 22.                  | Terzcymbel III   | 4⁄5′   |
| 23.                  | Oboe             | 8′     |
| 24.                  | Musette          | 4′     |
|                      | Tremulant        |        |

| Pedal C–f1 |               |        |
| 25.        | Prinzipalbass | 16′    |
| 26.        | Violonbass    | 16′    |
| 27.        | Subbass       | 16′    |
| 28.        | Oktavbass     | 8′     |
| 29.        | Gedacktbass   | 8′     |
| 30.        | Choralbass    | 4′     |
| 31.        | Bassflöte     | 4′     |
| 32.        | Weitpfeife    | 2′     |
| 33.        | Hintersatz V  | 5 1⁄3′ |
| 34.        | Posaune       | 16′    |
| 35.        | Fagott        | 16′    |
| 36.        | Trompete      | 8′     |
| 37.        | Klarine       | 4′     |

- Koppeln: II/I, III/I, III/II, I/P, II/P, III/P
- Spielhilfen: Zwei freie Kombinationen, zwei Pedalkombinationen, Tutti, Registercrescendo, Absteller

## Trivia
Am 3. März 1990 verübte ein Theologiestudent mit einem Brandsatz einen Anschlag auf die Heilig-Geist-Kirche. Im Anschluss daran wurden die hellgrauen Bänke im Innenraum angeschafft.